# Serixia singaporana
Serixia singaporana là một loài bọ cánh cứng trong họ Cerambycidae.